# Henriette Campan
Jeanne-Louise-Henriette Campan född Genet född 2 oktober 1752, död 16 mars 1822, var en fransk hovfunktionär, memoarförfattare och pedagog. Hennes memoarer tillhör de mest citerade skildringarna av den franska kungafamiljens liv under franska revolutionen.

## Biografi
Campan var dotter till Edme-Jacques Genet och Marie-Anne-Louise Cardon, och syster till Adélaïde Auguié och Julie Rosseau. Hennes far var en fattig sekreterare vid utrikesministeriet. Hon gifte sig 1774 med sonen till en sekreterare vid kungliga rådet, men äktenskapet var olyckligt och paret separerade 1790. 
Hennes far gav henne en fin utbildning som 1768 fick henne utnämnd till uppläsare hos Ludvig XV:s döttrar, de så kallade mesdames Adélaïde, Victoire och Sophie. Hon utsågs 1770 till Femme de chambre hos Marie-Antoinette, och befordrades 1786 till Première femme de Chambre. Hon delade tjänsten med Julie Louise Bibault de Misery och Marie-Élisabeth Thibault och Quelpée La Borde Regnier de Jarjayes, och hade tillsammans ansvaret för drottningens kammarjungfrur, Femme de Chambre, varav en var hennes syster Adélaïde Auguié. Hennes andra syster Julie Rosseau (1753-1828), som var en av vice-guvernanterna till Marie Antoinettes äldste son. 
Henriette Campan var anställd hos Marie Antoinette fram till stormningen av Tuilerierna 10 augusti 1792, då även hennes eget hem attackerades.  
Hon levde under jorden på landsbygden under skräckväldet 1792-1794, och öppnade sedan en framgångsrik flickskola, L'institution nationale de Saint-Germain. Napoleon I, som beundrade hennes metod, utnämnde henne 1807 till föreståndare för hederslegionens uppfostringsanstalt för officersdöttrar i Écouen, Maison d'éducation de la Légion d'honneur. Hon förlorade denna position efter Napoleons nederlag 1814 och drog sig sedan tillbaka till Mantes, skandaliserad av sitt samarbete med Napoleon.

## Svenska översättningar
- Anteckningar rörande drottning Marie Antoinettes af Frankrike och Navarra enskilda lefnad  (Mémoires sur la vie privée de Marie-Antoinette, 1822) (översättning Gustaf Eriksson, Catharina Sofia Lagberg och Johan Gabriel Collin, Mariefred, 1825)
- Om uppfostran i allmänhet och unga flickors i synnerhet (De l'éducation, suivi des conseils aux jeunes filles, 1824) (översättning Sophie Gyllenborg, Stockholm, 1829)
- Råd till unga flickor (översättning Jonas Magnus Stiernstolpe, Hörberg, 1830)